# Goranov vijenac
Goranov vijenac je nagrada za poeziju, koja se dodjeljuje autoru za njegov cjelokupni pjesnički opus i dostignuća u hrvatskoj književnosti. Utemeljena je 1971. godine. Dodjeljuje se 21. ožujka u Lukovdolu, u okviru pjesničke manifestacije Goranovo proljeće, u čast Ivana Gorana Kovačića. Od 1977. dodjeljuje se i nagrada Goran za mlade pjesnike. Od 2019. mijenja se format dodjele Goranova vijenca, koji se od tada dodjeljuje svake druge godine, dok se ostalih godina dodjeljuje novouvedena Nagrada Ivan Goran Kovačić za najbolju pjesničku zbirku objavljenu u prethodne dvije godine.

## Dobitnici Goranova vijenca
- 1971.: Drago Ivanišević
- 1972.: Pero Zubac
- 1973.: Zvonimir Golob
- 1974.: Dobrica Erić
- 1975.: Ahmed Muhamed Imamović
- 1976.: Dobriša Cesarić
- 1977.: Vesna Parun
- 1978.: Jagoda Zamoda
- 1979.: Šime Vučetić
- 1980.: Dane Zajc
- 1981.: Dušan Kostić
- 1982.: Dragutin Tadijanović
- 1983.: Marin Franičević
- 1984.: Vladimir Popović
- 1985.: Stevan Raičković
- 1986.: Jure Kaštelan
- 1987.: Mateja Matevski
- 1988.: Oskar Davičo
- 1989.: Jure Franičević-Pločar
- 1990.: Slavko Mihalić
- 1991.: Ivan Slamnig
- 1992.: Danijel Dragojević
- 1993.: Antun Šoljan
- 1994.: Anka Žagar
- 1995.: Luko Paljetak
- 1996.: Nikica Petrak
- 1997.: Veselko Koroman
- 1998.: Nikola Milićević
- 1999.: Zvonimir Mrkonjić
- 2000.: Boris Maruna
- 2001.: Zvonko Maković
- 2002.: Branko Maleš
- 2003.: Arsen Dedić
- 2004.: Milorad Stojević
- 2005.: Ivan Rogić Nehajev
- 2006.: Andriana Škunca
- 2007.: Mile Stojić
- 2008.: Jasna Melvinger
- 2009.: Branimir Bošnjak
- 2010.: Petar Gudelj[2]
- 2011.: Delimir Rešicki[3]
- 2012.: Stjepan Gulin
- 2013.: Branko Čegec
- 2014.: Gordana Benić[4]
- 2015.: Mario Suško[5]
- 2016.: Sonja Manojlović[6]
- 2017.: Dorta Jagić[7]
- 2018.: Tonko Maroević[8]
- 2020.: Miroslav Mićanović[9]
- 2022.: Vesna Biga

## Dobitnici Nagrade IGK za najbolju pjesničku zbirku
- 2019.: Martina Vidaić - Mehanika peluda[1]
- 2021.: Evelina Rudan - Smiljko i ja si mahnemo[10]

## Vanjske poveznice
- Goranovo proljeće  Arhivirana inačica izvorne stranice od 11. veljače 2008. (Wayback Machine)